# HD 8574
HD 8574는 물고기자리에 있는 F형 주계열성이다. 겉보기 등급은 +7.12이며 절대 등급은 +3.90이다. 이 별은 지구에서 144광년 떨어져 있다.
2001년 이 별 주위를 도는 무거운 목성형 행성 한 개가 발견되었다.

## HD 8574 b
HD 8574 b는 2001년 페리어 연구진이 도플러 분광학을 이용하여 발견한 외계 행성이다. 이 행성은 항성으로부터 약 1억 1400만 킬로미터 떨어져 있다. 공전궤도의 이심률은 0.37 정도로, 가까울 때는 7200만 킬로미터, 멀어지면 1억 5600만 킬로미터까지 떨어진다. 공전 주기는 225일이다. 질량은 목성의 1.96배 정도로 여기서 이 행성은 딱딱한 표면이 존재하지 않는 목성형 행성임을 알 수 있다.

## 참고 문헌
- C. Perrier, J.P. Sivan, D. Naef, J.L. Beuzit, M. Mayor, D. Queloz, S. Udry (2003). “The ELODIE survey for northern extra--solar planets I. 6 new extra--solar planet candidates”. 《Astronomy & Astrophysics》.[깨진 링크(과거 내용 찾기)]